# 南非武官挾持事件
南非武官挾持事件是一起1997年11月18日傍晚發生於臺灣臺北市的挾持事件。當時，通緝犯陳進興在晚上7時左右進入南非大使館武官卓懋祺上校住宅，並挾持卓氏一家約21小時。

## 背景
陳進興綁架並殺害藝人白冰冰之女白曉燕，陳進興之妻張素貞與其另外兩位親屬因涉案而在他逃亡期間被捕。

## 事件[8]
台灣時間晚上7時左右，陳進興經車庫強行進入了卓懋祺的住所。第一位見到陳進興的是卓懋祺的十二歲女兒克莉絲汀，當時她正在彈鋼琴。陳進興用手臂環扣住她的頸部，並強迫她上樓，家裡的其他人都在該處。陳進興在槍口下指示另一位女兒梅蘭妮·亞歷山大打電話給CNN，梅蘭妮打給了在CNN工作的朋友麥克爾。不到一小時，媒體便接獲情報，警察也於八點左右開始部署大量警力，包圍了卓懋祺的住所。
當警察包圍此處時出言譏諷陳進興，導致陳進興情緒激動。警察部署包圍時，陳進興提出警告，並用一把槍開槍。另一把則指向梅蘭妮，將她作為人肉盾牌。此時雙方展開第一次駁火，梅蘭妮的手腕遭子彈擊穿，另一枚子彈卡在骨盆二條動脈之間。接著在卓懋祺的要求下，陳進興放開了梅蘭妮，改將卓懋祺作為人肉盾牌。警察此時已經從車庫進入屋內，雙方展開第二次駁火。陳進興對衝上樓的警察開槍，並對卓懋祺的大腿開了一槍，警察隨即退回至車庫。卓懋祺的妻子發現丈夫中彈後，隨即拆下他的領帶為他止血，此舉保全了卓的生命。

### 談判
1997年11月18日傍晚，北投行義路南非武官住家附近，北投永明派出所6點左右接到發生入室劫持的報案，立即趕到劫持案現場。而約7點左右，時任台北市刑大大隊長的侯友宜，接到永明派出所上報案情，「北投行義路南非武官一家被劫持，劫匪自報是『陳進新』（應為陳進興）」。
侯友宜立即帶一組人馬，前往案發現場。侯是除派出所員警，第二批趕到現場的警方人員。到達現場後，派出所劉所長向侯介紹案情。報案人是南非武官女兒男友，此外派出所警察剛到現場時，曾與屋內劫匪一度有互相開槍。
侯友宜在8點左右，與屋內的劫匪通上電話，並確認對方就是陳進興。這通電話前後講了3、40分鐘，侯友宜除了對陳曉以大義之外，也確定在不傷人質的前提下，雙方取得共識，用談判溝通，和平方式解決這場危機。電話講完後沒多久，警政署長等高層，以及特警部隊一眾人馬抵達現場。特警在官邸周遭部署時，被陳進興從窗戶察覺，以為警方要攻堅，引發當天第二波，非常激烈的槍戰。
侯打破一樓的窗戶，跳進屋裡，並雙手舉過頭頂，上樓梯到2樓，人質和陳進興所在處。陳進興一邊用槍抵在侯頭上，一邊對侯搜身時，突然爆怒地質問「你怎麼還帶著槍」，侯連忙解釋陳摸到的是，他腰上掛的手機。
在2樓屋內，侯看到腿部中槍的南非武官卓懋祺，被手銬銬在桌子上。他腹部中彈的女兒坐在地上，身下一灘血。跟陳談判後，侯先把武官攙扶走出屋外。接著又返回，把武官受傷的女兒，也救到屋外。
侯看到現場武官7月大兒子時，和陳進興「磨」了好久，希望也能先救出。但陳進興堅持，一定要把他的老婆張素貞帶到現場，讓他見面後，才願意釋放這個嬰兒人質。
警方亦將陳進興的妻子張素貞帶至現場調停。當晚十二點聯合報記者張宗智首先打電話進官邸訪問陳進興，之後包括臺視主播戴忠仁、TVBS、中視、東森、超視、法新社等國內外十餘家新聞媒體相繼搶線撥打電話訪問。透過電視台直播，全國觀眾直接聽到陳進興的聲音，談著他犯案的心路歷程，成為臺灣電視史上的奇觀；各電視台為了佔線而與他持續通話，例如中視當班主播王育誠就直言問陳進興：「你什麼時候要自殺？」，中視主播周慧婷則要求他在電話裡唱「兩隻老虎」給孩子聽；李濤甚至當場公佈白冰冰家裡的電話號碼，並要求他撥打。陳進興在受訪過程中一度動怒，大罵三字經。此舉造成該電話線路持續占線至次日清晨五點（19日）。
清晨五點左右，陳進興在武官官邸內一家接一家和電視台連線。隨後侯友宜戴著頭盔，身穿防彈背心衝到官邸車庫前，當時，陳進興的太太張素真一家人已在指揮所已等待了一夜，陳進興仍拿不定主意要不要見自己的家人。到上午十點十八分，侯友宜又向著對講機喊話。他半用埋怨口吻問陳進興：「你是不是把電話拿起來了？」「讓你太太進去好不好？」獲得陳進興答應。隨後張素真和她所稱的「貴人」陳太太及謝長廷，由侯帶入一樓，從落地窗爬入屋內進行談判。
爾後板橋地檢署主任檢察官張振興與陳進興用電話製作三小時的筆錄，次日早上十點，警方借提正在收押的陳進興妻子張素貞及時任民進黨中評會主委謝長廷進屋與陳進興談判，陳進興於十一點五十七分釋放七個月大的嬰兒小查克，下午四點三十分再釋放三女兒克莉絲汀，下午五點十六分把兩把手槍交給監察委員葉耀鵬。下午八點多，陳進興把最後一把槍交給台北市刑警大隊大隊長侯友宜之後宣佈投降，於八點五十四分走出卓懋祺官邸。
卓懋祺的妻子步行走行官邸，為最後一名離開現場的人質。
下午四點三十分陳進興再釋放卓懋祺三女兒克莉絲汀，下午五點十六分把兩把手槍交給監察委員葉耀鵬。下午八點左右，陳進興把最後一把槍交給侯友宜之後宣佈投降，於七點五十四分走出卓懋祺官邸。卓懋祺的妻子步行走出官邸，為最後一名離開現場的人質。

### 陳進興被捕與處決
1998年1月23日，陳進興因犯下四起謀殺案及十餘起性侵案，遭板橋地方法院判處陳進興五個死刑與兩個無期徒刑；高等法院維持原判；12月24日，最高法院判處陳進興三個死刑確定，依法已可立即枪毙，但因檢警考量白曉燕命案尚有共犯等細節待釐清，或是陳進興可能仍涉及其他重大刑案及懲治盜匪條例存廢爭議等因素。
1999年10月6日，法務部部長葉金鳳批准陳進興的死刑執行令，同日晚間於土城看守所執行槍決，時年41歲。

## 延伸閱讀
- Alexander, McGill. . Greeley, Colorado: Cladach Publishing. 2000. OCLC 46972204.